# Coptocercus ovaliguttatus
Coptocercus ovaliguttatus là một loài bọ cánh cứng trong họ Cerambycidae.